# Durand-linjen
Durand-linjen er den internationale 2.640 kilometer lange grænse mellem Afghanistan og Pakistan. Det blev oprindeligt oprettet i 1893 som den internationale grænse mellem Britisk Indien og Afghanistan af Mortimer Durand, en britisk diplomat fra den indiske statsadministration, og Abdur Rahman Khan, den afghanske emir, for at sætte grænsen for deres respektive indflydelsessfærer og forbedre den diplomatiske forbindelser og handel.
Senere underskrev Abdur Rahman Khans efterfølger, Amir Habibullah Khan, en ny aftale med Storbritannien, som igen bekræftede legaliteten af Durand Line. Kong Amanullah Khan accepterede også Durand-linjen som den internationale grænse mellem Afghanistan og Britisk Indien efter underskrivelsen af den anglo-afghanske traktat fra 1919. I traktatens artikel 5, på grundlag af hvilken Afghanistan genvandt sin uafhængighed, hedder det, at Afghanistan accepterede alle tidligere aftalte grænsearrangementer med Britisk Indien. Derfor anerkendte Afghanistan som et uafhængigt land Durand-linjen som en international grænse.
Afghanistans loya jirga erklærede i 1949 Durand-linjen for ulovlig, fordi de anså aftalen som uden en part (latin:ex parte) – eftersom Britisk Indien ophørte med at eksistere i 1947 samtidigt med Pakistans uafhængighed. Det fik ingen særlig effekt, da der aldrig er taget skridt til at sætte magt bag sådan en erklæring på grund af de lange krige med andre naboer i regionen. Der er heller ingen tidsfrister nævnt i Durand-traktaten. Verdens domstole har, hvad der på latin kaldes uti possidetis juris, dvs. bindende bilaterale aftaler med eller mellem kolonimagter 'går i arv' til de uafhængige arvtagerlande, som det er sket i det meste af Afrika. En erklæring af en part har ingen effekt; grænseændringer skal afgøres bilateralt. Derfor er Durand-linjen fortsat i kraft som den internationale grænse mellem Afghanistan og Pakistan og anerkendes af de fleste nationer. På trods af gentagne internet-rygter har USA's udenrigsministerium og British Foreign Commonwealth Office's dokumenter og talsmænd bekræftet at Durand-linjen, ligesom så godt som alle andre internationale grænser, ingen udløbsdato har.
Fordi Durand-linjen adskiller det pashtunske folk, vedbliver den med at være en kilde til spændinger mellem Afghanistan og Pakistan. Selvom Durand-linjen er internationalt anerkendt som Pakistans vestlige grænse, forbliver den stort set ukendt af Afghanistan. Sardar Mohammed Daoud Khan, tidligere premierminister og senere præsident for Afghanistan, modsatte sig stærkt grænsen og lancerede en propagandakrig. Men under hans besøg i Pakistan i august 1976 blødgjorde han sin tone ved at anerkende Durand-linjen som den internationale grænse.
Ikke-pashtun-afghanere og de fleste af pashtun-afghanere anerkender durand-linjen som den internationale grænse mellem de to lande. På samme måde anerkender Pashtun-befolkningen i Pakistan også durand-linjen som den internationale grænse.